# Freqüència fonamental

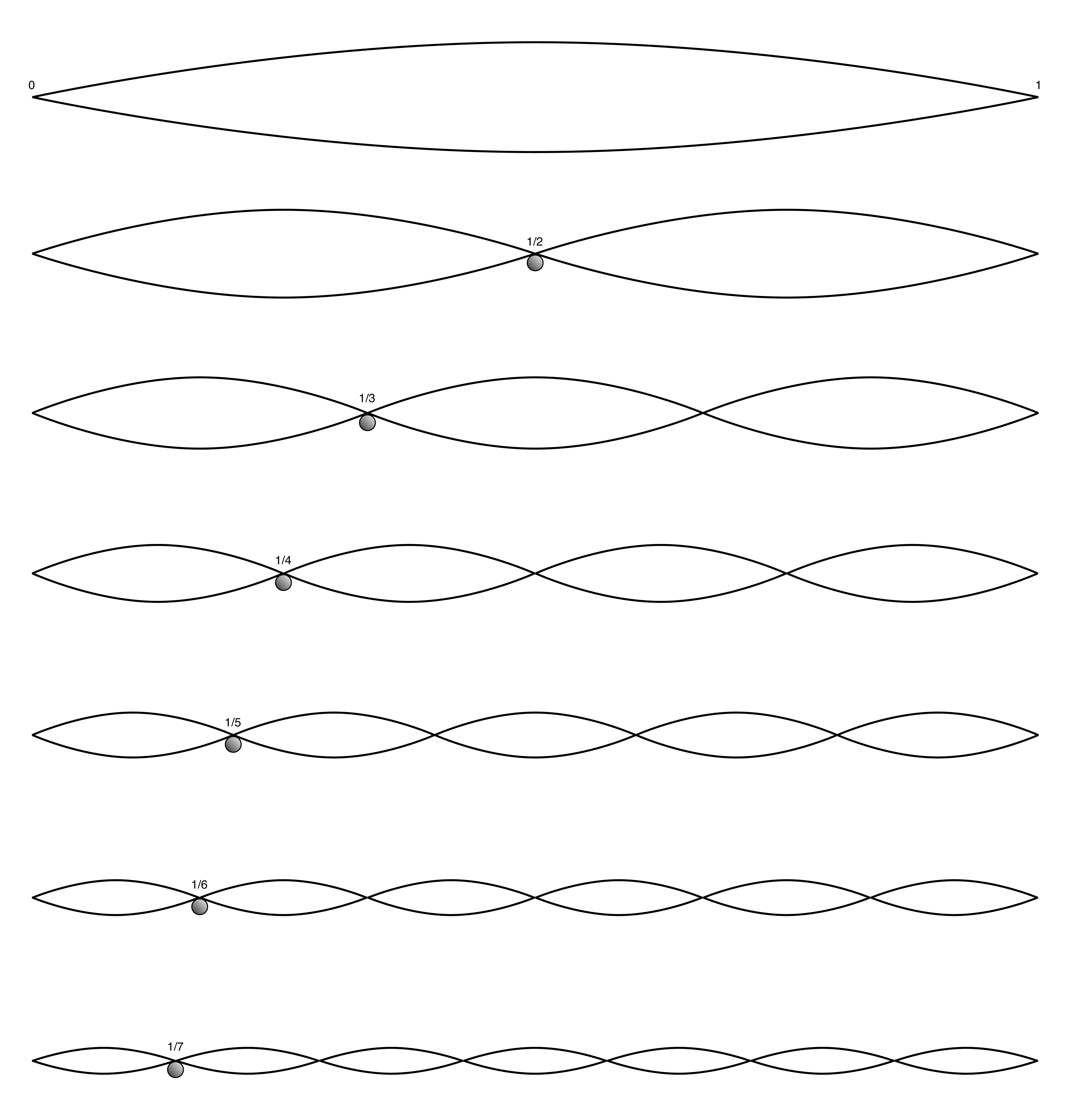
Freqüència fonamental i 6 harmònics

En física, la  freqüència fonamental és la freqüència més baixa de l'espectre de freqüències tal que les freqüències dominants poden expressar-se com a múltiples d'aquesta freqüència fonamental.

## Exemple il·lustratiu
Per exemple, si considerem un objecte susceptible de vibrar com una corda de guitarra i analitzem les ones emeses per aquesta, la seva freqüència fonamental coincideix amb la freqüència més baixa a què aquesta corda pot vibrar estacionàriament. Qualsevol so sostingut d'aquesta corda pot ser descompost com a superposició d'una vibració de freqüència fonamental i harmònics superiors, és a dir, vibracions de freqüències més altes que són múltiples sencers de la freqüència fonamental.
Si toquem una nota a l'aire en qualsevol corda de la guitarra a l'alçada del trast núm. 12, és a dir, la meitat de la corda, aquesta vibrarà majoritàriament en la seva freqüència fonamental. A mesura que toquem desplaçant cap a un dels extrems, la corda començarà a vibrar amb més amplitud en freqüències superiors i s'escoltarà un so més brillant, a causa de les freqüències més altes. Si donem suport a un dit suaument al mig de la corda i toquem una nota sobre el quart de la corda, s'estarà apagant la primera freqüència i s'escoltarà la segona sobre les altres i la seva freqüència de vibració serà la mateixa que tocar la nota una octava superior.